# Пъдъл ъф Мъд
„Пъдъл ъф Мъд“ (на английски: Puddle of Mudd) е американска пост-гръндж-група, формирана през 1991 година.

## Дискография
- Come Clean (2001)
- Life on Display (2003)
- Famous (2007)
- Vol. 4: Songs in the Key of Hate (2009)